# Drlupa (Kraljevo)
Drlupa (Servisch cyrillisch Дрлупа) is een plaats in de Servische gemeente Kraljevo. De plaats telt 143 inwoners (2002).